# Regiunea Rukwa
Rukwa este o regiune a Tanzaniei a cărei capitală este Sumbawanga. Are o populație de 1.302.000 locuitori și o suprafață de 69.000 km2.

## Subdiviziuni
Această regiune este divizată în 4 districte:
- Mpanda
- Nkasi
- Sumbawanga Rural
- Sumbawanga Urban